# Silay
Silay – miasto drugiej klasy położone w Republice Filipin, prowincji Negros Occidental. W 2000 roku zamieszkiwało je 107 722 osób. Większość mieszkańców mówi w języku hiligaynon.

## Barangaje
Silay jest podzielony na 16 barangajów:
| - Balaring - Barangay I (Pob.) - Barangay II (Pob.) - Barangay III (Pob.) - Barangay IV (Pob.) - Barangay V (Pob.) - Barangay VI Pob. (Hawaiian) - Eustaquio Lopez | - Guimbala-on - Guinhalaran - Kapitan Ramon - Lantad - Mambulac - Rizal - Bagtic - Patag |

## Współpraca
- Mandaluyong, Filipiny